# Hadra (Pologne)
Pour les articles homonymes, voir Hadra.
Hadra est une localité polonaise de la gmina de Herby, située dans le powiat de Lubliniec en voïvodie de Silésie.